# Championnats d'Europe de cross-country 2004
Navigation
Édition précédente Édition suivante
Les 11eChampionnats d'Europe de cross-country se sont déroulés à Heringsdorf en Allemagne en 2004.

## Résultats

### Cross long hommes

#### Individuel
| Médaille | Athlète                        | Temps     |
| Or       | Serhiy Lebid Ukraine           | 27 min 31 |
| Argent   | Juan Carlos de la Ossa Espagne | 27 min 54 |
| Bronze   | Driss Maazouzi France          | 28 min 05 |

#### Équipes
| Médaille | Athlètes                                                               | Points |
| Or       | France Driss Maazouzi Mounir El Housni Mustapha Essaïd Mokhtar Benhari | 28 pts |
| Argent   | Italie Umberto Pusterla Maurizio Leone Michele Gamba Gabriele De Nard  | 50 pts |
| Bronze   | Royaume-Uni Karl Keska Mohammed Farah Christopher Thompson Peter Riley | 63 pts |

### Cross Junior hommes

#### Individuel
| Médaille | Athlète                 | Temps     |
| Or       | Barnabás Bene Hongrie   | 16 min 18 |
| Argent   | Yevgeniy Rybakov Russie | 16 min 19 |
| Bronze   | Anatoly Rybakov Russie  | 16 min 33 |

#### Équipes
| Médaille | Athlètes    | Points |
| Or       | Russie      | 42 pts |
| Argent   | Irlande     | 54 pts |
| Bronze   | Royaume-Uni | 62 pts |

### Cross long femmes

#### Individuel
| Médaille | Athlète                    | Temps     |
| Or       | Hayley Yelling Royaume-Uni | 18 min 06 |
| Argent   | Justyna Bak Pologne        | 18 min 07 |
| Bronze   | Jo Pavey Royaume-Uni       | 18 min 08 |

#### Équipes
| Médaille | Athlètes                                                                        | Points |
| Or       | Portugal Mónica Rosa Inês Monteiro Anália Rosa Fernanda Ribeiro                 | 38 pts |
| Argent   | Royaume-Uni Hayley Yelling Joanne Pavey Natalie Harvey Helen Clitheroe          | 44 pts |
| Bronze   | France Maria Martins Rkia Chebili Fatiha Klilech-Fauvel Rodica Daniela Moroianu | 97 pts |

### Cross Junior femmes

#### Individuel
| Médaille | Athlète                 | Temps     |
| Or       | Binnaz Uslu Turquie     | 11 min 33 |
| Argent   | Ancuta Bobocel Roumanie | 11 min 42 |
| Bronze   | Marta Romo Espagne      | 11 min 46 |

#### Équipes
| Médaille | Athlètes    | Points |
| Or       | Roumanie    | 51 pts |
| Argent   | Royaume-Uni | 64 pts |
| Bronze   | Russie      | 68 pts |